# Hans Delbrück
Hans Gottlieb Leopold Delbrück (* 11. listopadu 1848 Bergen na Rujáně - 14. července 1929 Berlín) byl německý historik a politik. Byl průkopníkem v oblasti vojenských dějin. Ty se snažil začlenit do rámce obecných dějin a korektně rekonstruovat početní síly armád, které byly zejména ve starověkých pramenech silně nadsazovány.

## Život

### Mládí
Hans Delbrück byl synem apelačního rady Bertholda Delbrücka (1817-1868) a jeho manželky Laury (1826-1911), dcery filozofa Leopolda von Henninga. Hans navštěvoval humanistické gymnázium v Greifswaldu. Od roku 1868 studoval historii a filozofii v Heidelbergu, Greifswaldu a Bonnu. V letech 1870/71 se zúčastnil prusko-francouzské války jako poručík v záloze a byl vyznamenán Železným křížem II. třídy. V roce 1873 získal prací „o důvěryhodnosti Lamprechta z Hersfeldu“ doktorát pod vedením Heinricha von Sybel a následně odešel na vlastní žádost z armády jako nadporučík. Od roku 1874 až do jeho smrti v roce 1879 byl vychovatelem pruského prince Waldemara (šesté dítě tehdejšího korunního prince Fridricha Viléma). V roce 1881 Delbrück dokončil svou habilitaci v oblasti obecné historie na berlínské univerzitě.

### Historik
Od roku 1883 Delbrück spolu s Heinrichem von Treitschke redigovali kulturně politický měsíčník Preußische Jahrbücher (Pruské ročenky). Ke konci 80. let 19. století se prohloubily jejich politické rozdíly. Anekdota říká, že Delbrück v roce 1889 požádal vydavatele, aby ho propustil, protože další spolupráce s Treitschkem není možná; ale potom vydavatel propustil Treitschkeho. Delbrück pak pokračoval ve vydávání Pruských ročenek až do roku 1919.
V roce 1885 se Delbrück stal docentem, v roce 1895 řádným profesorem na berlínské univerzitě a nástupcem Treitschkeho. Delbrückovy snahy v oblasti vojenské historie, kterou chtěl jako jeden z prvních zahrnout do rámce obecných dějin, byly zvláště průkopnické. Tento rozchod s tradicí ponechávat válečnou historii a její interpretaci armádě narazil na odpor jak jeho kolegů historiků, tak i armády. Delbrück byl obdivovatelem Clausewitze a své Dějiny válečného umění (Geschichte der Kriegskunst) považoval za pokračování jeho díla. V nich zavádí rozdíl mezi strategií přemožení (strategií anihilace, Niederwerfungsstrategie) a strategií vyčerpání (opotřebovací strategií, Ermattungsstrategie) a výslovně v té věci odkazuje na Clausewitze. Jeho spor s pruským generálním štábem přilákal velkou pozornost veřejnosti. Vyvolala ho otázka, zda Fridrich Veliký byl stratégem anihilace (generální štáb) nebo stratégem vyčerpání (Delbrück). Jeho Dějiny válečného umění jsou práce vlivná a průkopnická zejména pokud jde o rekonstrukci síly starověkých armád, i když je nyní z velké části považována za zastaralou. Po svém odchodu na odpočinek v roce 1921 sepsal Delbrück pětisvazkové dějiny světa, kterým se však dostalo menší pozornosti.

### Politik
V letech 1882 až 1885 byl Delbrück členem pruské sněmovny za Svobodné konzervativce (Freikonservative Partei). V letech 1884 až 1890 byl členem Říšského sněmu, také za svobodné konzervativce, kteří tam byli v bloku s názvem Německá říšská strana. Poté pokračoval v politické práci jako publicista a komentátor.
Přestože byl Delbrück původně liberál a konzervativec, postupem času zaujal i sociálně demokratické ideové pozice. Například podpořil požadavek na zrušení pruského volebního práva, které rozlišovalo tři třídy voličů s nestejným hlasem, a také jeho sociálně-politické názory byly blízké katedrovému socialismu.
Hans Delbrück se kolem roku 1900 angažoval v „živém ženském hnutí“. Patřil spolu s Wilhelmem Diltheym a Adolfem Harnackem ke Sdružení pro organizaci středoškolských kurzů pro ženy založenému Helenou Langeovou v roce 1893, které prosazovalo právo žen studovat na univerzitě.
Delbrück odmítal militarismus a nacionalismus za vlády císaře Viléma II. Po vypuknutí první světové války veřejně zaútočil na mocenské aspirace Všeněmeckého svazu a německého velení. Bylo mimořádně neobvyklé, že Delbrück jako civilní vědec zasahoval do vojenských strategických diskusí.
Delbrück, i když sám v žádném případě neodmítal anexe území, se postavil proti touze, která v té době panovala v konzervativních národoveckých kruzích, aby bylo Německo tak silné, že by mohlo „vzdorovat celému světu“: „Tak velká nadřazenost, která by zaručila bezpečí proti jakékoli politické kombinaci, v moderním státním systému nemůže existovat“ a národy „si za žádných okolností nenechají líbit bezpodmínečnou nadřazenost jednoho státu“. 
Po skončení války se Delbrück rázně postavil proti vznikající legendě o dýce v zádech, ale také proti představě výhradní německé viny za vznik první světové války a proti Versailleské smlouvě. Spolu s Maxem Weberem a dalšími podepsal Delbrück 27. května 1919 memorandum prohlašující, že Německo proti Rusku vedlo obrannou válku. Ve vyšetřovacím výboru Říšského sněmu o příčinách válečné porážky vystupoval jako expert a útočil zejména na Ericha Ludendorffa pro jeho chyby ve vedení války.

### Rodina
Roku 1884 se Delbrück oženil s Linou Thierschovou, vnučkou Justuse Liebiga z baronského rodu Liebigů. On sám patřil do široce rozvětvené rodiny Delbrücků, která v 19. století zastávala různé vlivné pozice v Prusku a Německu. Jeho matka Laura Delbrücková, dcera filozofa Leopolda von Henningse, se přátelila s hudební skladatelkou Johannou Kinkelovou.
Delbrück měl sedm dětí. Byli to Lore, Waldemar (padl v roce 1917), Hanni, Lene, Justus (1902-1945, právník činný v odporu proti Hitlerovi), Emilie (také Emmi, vdaná za dalšího protinacistického aktivistu Klause Bonhoeffera) a biofyzik Max Delbrück, nositel Nobelovy ceny.
Hansův bratr Max Emil Julius Delbrück byl také vědec, zemědělský chemik. Dalšími příbuznými byli teolog a pedagog Johann Friedrich Gottlieb Delbrück, bankéř a podnikatel Adelbert Delbrück a Bismarckův dlouholetý důvěrník Rudolph von Delbrück. Teolog Adolf von Harnack byl Delbrückův švagr, jejich manželky byly sestry. Oba muži 40 let udržovali velmi blízké přátelství.

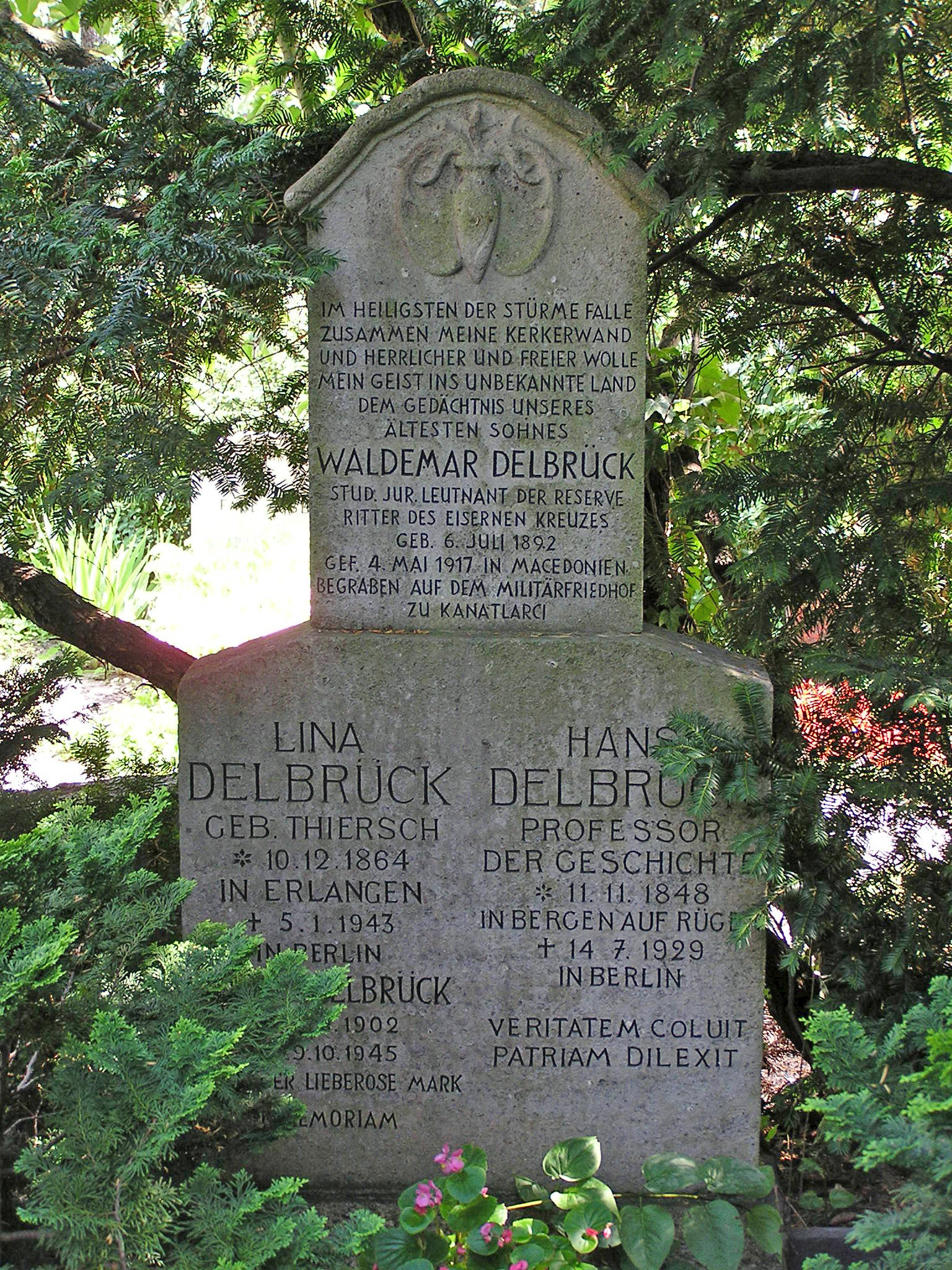
Hrob Hanse Delbrücka

Hans Delbrück je pohřben na městském hřbitově v Halensee (Grunewald) v čestném hrobě města Berlína.

## Význam
Delbrück zůstal po celý svůj život outsiderem, a to jak v oblasti historie, tak i politiky, a nikdy nebyl plně uznán. Avšak jeho kolísání mezi fascinací armádou a varováním před snahami o moc, mezi lpěním na tradicích a progresivními požadavky je příkladem rozporů modernity na přelomu 19. a 20. století.
Jeho metodický přístup v historiografii byl průkopnický, zejména v oboru vojenských dějin. Snažil se je začlenit do rámce obecných dějin a korektně rekonstruovat početní síly starověkých armád, které byly v pramenech obecně velmi nadsazovány.